# Strzelce (gmina)
Pour les articles homonymes, voir Strzelce.
Strzelce est une gmina (commune) rurale (gmina wiejska) du powiat de Kutno, dans la Voïvodie de Łódź, dans le centre de la Pologne.
Son siège administratif (chef-lieu) est le village de Strzelce, qui se situe environ 10 kilomètres (km) au nord de Kutno (siège du powiat) et 59 kilomètres au nord de la capitale régionale Łódź (capitale de la voïvodie).
La gmina couvre une superficie de 90,09 km2 pour une population de 4 141 habitants en 2007.

## Histoire
De 1975 à 1998, la gmina est attachée administrativement à la voïvodie de Płock.

Depuis 1999, elle fait partie de la voïvodie de Łódź.

## Géographie
La gmina inclut les villages et localités de :
- Aleksandrów
- Bielawy
- Bociany
- Dąbkowice
- Dębina
- Długołęka
- Glinice
- Holendry Strzeleckie
- Janiszew
- Karolew
- Klonowiec Stary
- Kozia Góra
- Marianka
- Marianów
- Marianów Dolny
- Muchnice
- Muchnice Nowe
- Muchnów
- Niedrzaków
- Niedrzakówek
- Niedrzew Drugi
- Niedrzew Pierwszy
- Nowa Kozia Góra
- Przyzórz
- Rejmontów
- Siemianów
- Sójki
- Sójki-Parcel
- Strzelce
- Wieszczyce
- Wola Raciborowska
- Zaranna
- Zgórze

### Gminy voisines
La gmina de Strzelce est voisine des gminy suivantes :
- Gostynin
- Kutno
- Łanięta
- Oporów
- Szczawin Kościelny

## Structure du terrain
D'après les données de 2007, la superficie de la commune de Strzelce est de 90,09 kilomètres carrés, répartis comme telle :
- terres agricoles : 85 %
- forêts : 8 %

La commune représente 10,16 % de la superficie du powiat.

## Démographie
Données du 31 décembre 2014 :
| Description        | Total  | Total | Femmes | Femmes | Hommes | Hommes |
| ------------------ | ------ | ----- | ------ | ------ | ------ | ------ |
| Unité              | Nombre | %     | Nombre | %      | Nombre | %      |
| Population         | 4 065  | 100   | 2 062  | 50,7   | 2 003  | 49,3   |
| Densité (hab./km²) | 45,1   | 45,1  | 22,9   | 22,9   | 22,2   | 22,2   |